# Ian Dyk

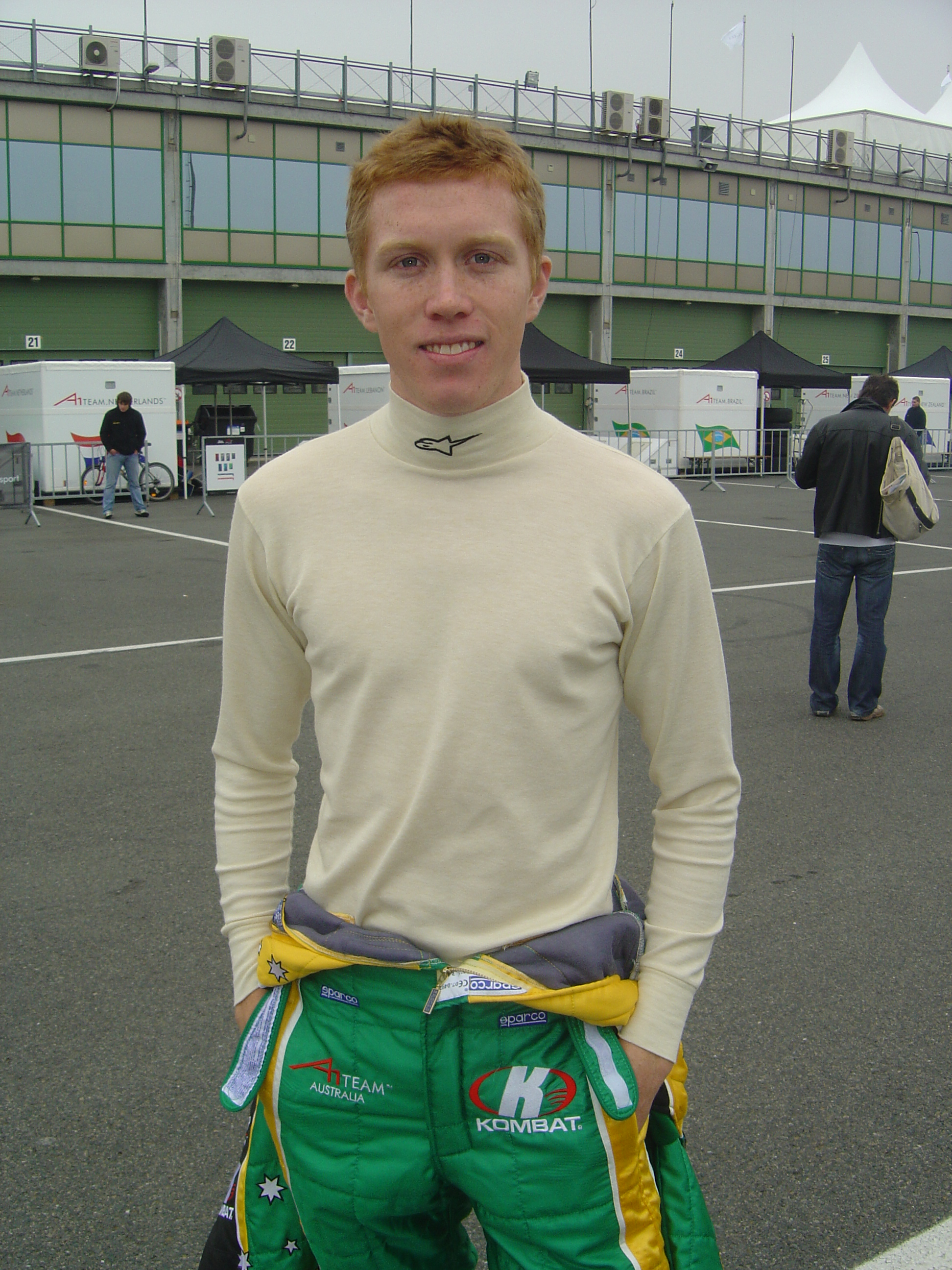
Ian Dyk

Ian Dyk (15 september 1985) is een Australisch autocoureur van Nederlandse komaf. Hij reed onder andere in de Formule Ford, Formule 3 en de A1GP.

## Loopbaan
- 2002 - Nieuwe Zuid-Wales Formule Ford Kampioenschap, team Swift.
- 2002 - Australische Formule Ford Kampioenschap, team Van Diemen.
- 2003 - Australische Formule Ford Kampioenschap, team Van Diemen.
- 2003 - Australische Formule 3-kampioenschap, team Bronte Rundle Motorsport.
- 2004 - Australische Formule 3-kampioenschap, team Astuti Racing (3e in kampioenschap).
- 2005 - Australische Coureurskampioenschap, team Bronte Rundle Motorsport.
- 2005 - Australische Carrera Cup Kampioenschap, team Paul Cruickshank Racing.
- 2006 - Australische Carrera Cup Kampioenschap, team Paul Cruickshank Racing.
- 2006-07 - A1GP, team A1 Team Australië (6 races).
- 2007 - Australische Coureruskampioenschap, team Scud Racing (nationale klasse).
- 2007-07 - A1GP, team A1 Team Australië (8 races).

## A1GP resultaten
| Jaar    | Inschrijving      | 1          | 2          | 3          | 4          | 5          | 6         | 7          | 8          | 9       | 10      | 11      | 12      | 13      | 14      | 15      | 16      | 17        | 18        | 19         | 20         | 21         | 22         | Rang | Punten |
| ------- | ----------------- | ---------- | ---------- | ---------- | ---------- | ---------- | --------- | ---------- | ---------- | ------- | ------- | ------- | ------- | ------- | ------- | ------- | ------- | --------- | --------- | ---------- | ---------- | ---------- | ---------- | ---- | ------ |
| 2006-07 | A1 Team Australië | NED SPR    | NED FEA    | CZE SPR    | CZE FEA    | BEI SPR    | BEI FEA   | MAL SPR    | MAL FEA    | IND SPR | IND FEA | NZL SPR | NZL FEA | AUS SPR | AUS FEA | RSA SPR | RSA FEA | MEX SPR 3 | MEX FEA 8 | SHA SPR 16 | SHA FEA NF | GBR SPR 14 | GBR FEA NF | 13   | 25     |
| 2007-08 | A1 Team Australië | NED SPR 21 | NED FEA 12 | CZE SPR NF | CZE FEA 13 | MAL SPR NF | MAL FEA 9 | ZHU SPR 13 | ZHU FEA 15 | NZL SPR | NZL FEA | AUS SPR | AUS FEA | RSA SPR | RSA FEA | MEX SPR | MEX FEA | SHA SPR   | SHA FEA   | GBR SPR    | GBR FEA    |            |            | 17   | 20     |